# 로마 아카데미 드 프랑스
로마 아카데미 드 프랑스(프랑스어: Académie de France à Rome)는 이탈리아 로마의 핀초 언덕에 있는 빌라 보르게세의 빌라 메디치에 위치한 아카데미이다.

## 역사

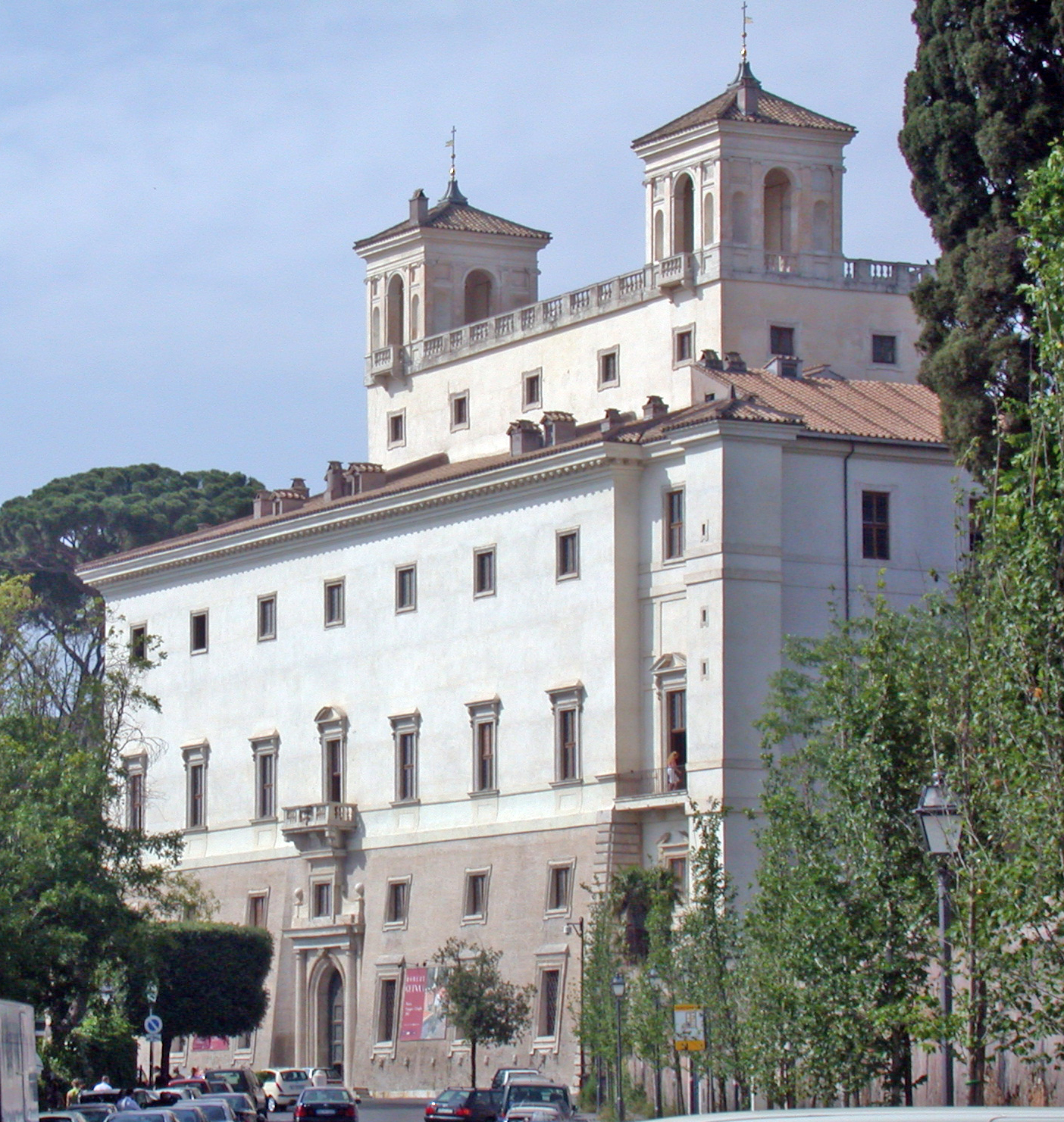
스페인 계단 위 트리니타 데이 몬티 광장에서 바라본 로마 프랑스 아카데미.

로마 아카데미 드 프랑스는 1666년 루이 14세에 의해 장바티스트 콜베르, 샤를 르브룅, 잔 로렌초 베르니니의 지휘 하에 카프라니카 궁전에 설립되었다. 아카데미는 17세기에서 19세기에 걸쳐 권위 있는 로마상을 수상한 프랑스 예술가들을 위한 연구의 정점이었으며, 예술과 건축을 연구하기 위해 이 영원한 도시에서 3년, 4년 또는 5년 동안 장학금(연구하는 예술 분야에 따라 다름)을 받았다. 이러한 보상을 받은 학자들은 Pensionnaires de l'Académie (아카데미 연금 수급자)로 알려져 있다. 17세기에 이 장학금을 받은 사람 중 한 명은 피에르 르 그로 2세였다.
로마 프랑스 아카데미는 1737년까지 카프라니카 궁전에 있었고, 1737년부터 1793년까지는 만치니 궁전에 있었다. 1803년 나폴레옹 보나파르트는 프랑스 혁명으로 위협받았던 기관을 계속 유지하여, 젊은 프랑스 예술가들이 고대나 르네상스의 걸작을 보고 모방할 수 있는 기회를 제공하고, 로마에서 얻은 영감의 결과인 "envois de Rome"을 파리로 보낼 수 있도록 아카데미를 빌라 메디치로 옮겼다. 이러한 "envois"는 매년 작성되어 파리로 보내져 심사를 받았으며, 모든 연금 수급자에게는 의무적인 사항이었다.

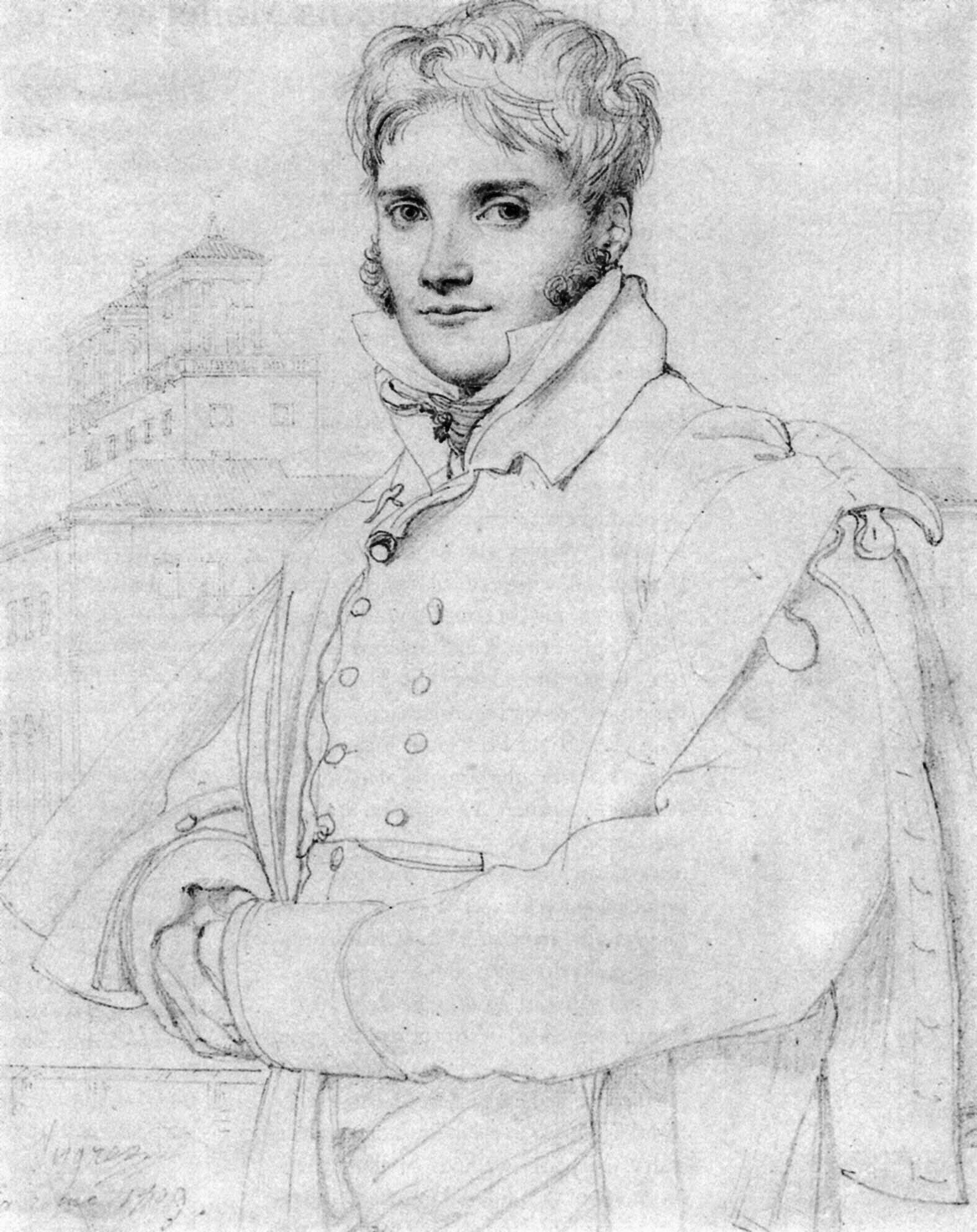
앵그르가 빌라 메디치 앞에서 그린 로마 대상 수상자이자 동급생인 메리조셉 블론델의 초상화

처음에 빌라와 정원은 매우 황폐한 상태였기 때문에, 로마상 수상자들을 수용하기 위해 개조해야 했다. 제1차 세계대전 동안 로마상은 중단되었고, 무솔리니가 1941년 빌라를 몰수하여 로마에 있는 프랑스 아카데미는 1945년까지 니스로 철수한 후 퐁텐블로로 철수해야 했다. 경연 대회와 로마대상은 1968년 앙드레 말로의 지시로 없어졌다(마지막 건축 부문 대상은 1967년 초에 끝났으며 1968년의 사건으로 인해 계속 진행할 수 없었다). 그 후 파리의 예술 아카데미와 프랑스 학술원은 빌라 메디치에 대한 보호권을 문화부와 국무부에 넘겨주게 되었다. 그 이후로 빌라에 거주하던 학생들은 더 이상 전통적인 학문 분야(회화, 조각, 건축, 메달 조각, 보석 조각, 음악 작곡 등)에만 국한되지 않고 새롭고 이전에는 무시되던 예술 분야(미술사, 고고학, 문학, 무대 기술, 사진, 영화, 비디오, 문화재 복원, 글쓰기, 심지어 요리 등)에도 속하게 되었다. 이런 거주 예술가들은 하숙생(펜션네어, pensionnaires)으로 칭해졌다. 프랑스어로 '펜션'(pension)이라는 말은 일반적으로 젊고 유망한 예술가들이 받는 숙박과 식사를 의미한다. 예술가들은 더 이상 경연 대회가 아닌 지원서를 통해 모집되며, 그들이 머무는 기간은 6개월에서 18개월, 심지어 드물게는 2년까지 다양해졌다.
1961년부터 1967년까지 당시 아카데미의 수장이었던 예술가 발튀스는 궁전과 정원에 대한 방대한 복원 캠페인을 벌여 궁전에 현대식 시설을 제공했다. 발튀스는 건설의 모든 단계에 직접 참여했다. 역사적인 장식이 사라진 곳에서 발튀스는 개인적인 대안을 제안했다. 그는 과거에 대한 오마주이자 동시에 급진적으로 현대적인 장식을 발명했다. 발튀스가 빌라 메디치를 위해 만든 신비롭고 우울한 장식은 역사적 의미를 갖게 되었고 2016년에 중요한 복원 캠페인을 거쳤다. 리차드 페두치 감독의 지휘 아래 작업이 계속되었고, 빌라 메디치는 그곳에 거주하는 예술가들이 창작한 전시회와 쇼를 다시 개최하기 시작했다.
프레데리크 미테랑 국장의 지휘 하에 아카데미는 연금 수급자나 기타 공식 손님이 객실을 사용하지 않을 때에는 일반인들에게 객실을 개방했다.